# Operation Hyacinth
Operation Hyacinth (Pools: Hyacint) is een Poolse film van Piotr Domalewski uit 2021. De première van de film vond plaats op 18 augustus dat jaar bij het filmfestival Nowe Horyzonty in Wrocław; in oktober datzelfde jaar verscheen de film op Netflix. De titel verwijst naar de grootschalige operatie van de Poolse politie in de jaren 1980 – bekend als 'Operatie Hyacint' – waarbij zo'n elfduizend homoseksuelen werden geregistreerd.

## Verhaal
Robert is in de jaren tachtig een jonge politieagent in Warschau. Zijn vader Edward heeft een hoge functie binnen de nationale veiligheidsdienst en is erop gebrand dat ook zijn zoon daar carrière maakt. Met zijn collega Wojtek krijgt Robert een moordzaak van een homoseksuele man toebedeeld. Terwijl de politie de zaak gesloten heeft, ontdekt Robert dat er meer vergelijkbare moorden zijn gepleegd en gaat hij op eigen houtje verder. Hij gebruikt de student Arek daarbij als informant voor de homogemeenschap van Warschau. Ondanks dat Robert is verloofd met Halinka die bij het politiearchief werkt, ontwikkelt zich er een relatie tussen de twee mannen en begint Robert te twijfelen over zijn seksuele geaardheid.

## Rolverdeling
| Acteur                | Personage                |
| --------------------- | ------------------------ |
| Tomasz Ziętek         | Robert Mrozowski         |
| Hubert Miłkowski      | Arek                     |
| Marek Kalita          | Edward Mrozowski         |
| Agnieszka Suchora     | Ewa Mrozowski            |
| Ada Chlebicka         | Halinka                  |
| Piotr Trojan          | Kamil                    |
| Elżbieta Kępińska     | Kamils grootmoeder       |
| Sebastian Stankiewicz | Maciek                   |
| Adam Cywka            | Professor Mettler        |
| Tomasz Włosok         | Tadek                    |
| Tomasz Schuchardt     | Wojtek                   |
| Jacek Poniedziałek    | Hoogwaardigheidsbekleder |